# Antón Lamazares
Antón Lamazares (1954) je Španski slikar, ki je skupaj s Joséjom Mariátom Siciliom, Miquelom Barcelótom in Víctorjem Miratom predstopnik generacije 80ih ("generación de los 80"). Obdeluje široke lesene in kartonaste površine z lakom in drugimi materiali in je s tem ustvaril zelo osebni medij in jezik. Njegov stil se je razvil iz začetno igrivim ekspresionizmom v smer neformalne umetnosti in abstrakcije in v najnovejših delih se pojavi nekaki minimalizem v katerem se lahko pojavi intimni dialog med dušo in spominom, duhovnim in občutkovnem, poezije in sanjskem. Njegova dela so bila razstavljena po celem svetu in so v posestvi mnogih pomembnih institucijm, na primer nacionalnega muzeja reine sofije, galicijskega centra sodobne umetnosti in madridskega meuzeja sodobne umetnosti, in mnogo privatnih zbirateljev in fundacij.

## Biografija

### Zgodna leta: slikarstvo in poezija
(Galicija, 1954–1977)
Lamazares se je rodil 2. Januarja 1954 v vasi Maceira v Lalín (Pontevedra, Španija), in podeželsko okolje je močno uplivalo na njegovo metaforiko in kreativni proces. Velik del njegovega zgodnega šolanja (1963–69) je doživel v Frančiškanskem seminarju Herbóna, kjer je se posvetil študiju literature, predvsem latinskih in grških klasikov. V poznih šestdesetih letih je začel ustvarjati poezijo in je postal prijatelj pisatelja Álvara Cunqueira in slikarjev Laxeira in Manuela Pesqueirata, ki so močno vplivali nanjega v prihodnosti. Ko se je njegov kreativni poklic začel premikati stran od poezije in k slikarstvu je se podal na dolga potovanja skozi Evropo (1972), da bi sam študiral delo tistih ki jih je najbolj občudoval, tako kot Vincent van Gogh, Paul Klee, Rembrandt in Joan Miró, katerem so se pridružili Antoni Tàpies, Manuel Millares, Alberto Giacometti in Francis Bacon, in tudi srednjeveška umetnost in umetnost Oceanije.
Na koncu svojih potovanj je za kratek čas ostal v Barceloni, kjer je delal kot gradben delavec medtem ko je v muzejih študiral velika dela, predvsem romanesko umetnost v muzeju Marés in nacionalnem muzeju Katalonije. V Madridu, kjer je naslednje obstal je zopet stopil v stik s svojim mojstrom Laxeirom in je spoznal pesnika Carlosa Orozata. To prijatelstvo je ostalo bistveno zanjga: dialog med slikarstvom in poezijo je konstanta v vseh njegovih delih.
V 1973, z devetnajstimi leti, Lamazares je že začel rastavljati svoje slike v skupnih in posameznih rastavah. 1975 je začel obvezno vojaščino v mornarici v El Ferrolu. 27. Septembra je izvedel za zadnje usmrtitve Franškega režima po sodbi v Burgosu; en usmrtvenih je bil njegov prijatelj 24-letni Humberto Baena iz Pontevedra. Te novice so povzročile močne depresije, tako da se je Lamazares začasno podal v psihiatrično kliniko. Takrat je napisal kolekcijo svojih pesem, Adibal.

### Od expresijonizma inarte poveradodvoobraznegaslikarstva
(Madrid-New York, 1978–89)
1978 se je Lamazares preselil v Madrid, kjer je vspostavil globoko prijateljstvo s slikarjem Alfonsom Fraileom in z galeristko Juano Mordó, pesnikom in umetniškim kritikom Santiagom Amónom in neurologom Albertom Porteratom, povezava z veliko skupino umetnikov - pisateljev, filmskih ustvarjalcev, glasbenikov in slikarjev - ki so se srečali ob koncih tednov v njegovi podeželski hiši v Mataborricosu, kjer je Lavazares 1979 pripravil zunanjo razstavo svojega dela.
Osemdeseta leta so bila leta intenzivnega kreativnega delovanja in široke razpršitve njegovega dela: ko je bil 30 si je Lamazares že izdelal svoj prostor v Španjski in mednarodni umetnosti. Njegove slike tega časa kažejo igrive in sanjske figure, ki so prikazane v expresijonističnem načinu, intenzivno kromatične in originalne. Pripravil je razstavo v galeriji Juane Morde v Madridu, Elisabethe Francke v Belgiji in v Sala Gaspar v Barceloni. Kmalu se je preselil v New York, kjer je ostal dve leti s pomočjo Fulbright štipendije. Tam se je njegovo slikarstvo, katerega je razstavljal v galeriji Bruno Fachetti, razvilo v smer dela z bolj čistimi in istočasno več materiali. Začasno je si razdelil svoj čas med New Yorkom in Salamanco. 1988 je potoval skozi Anatolijo, kjer je obiskal tempel v Didymi kot poklon Hölderlinovega Hyperiona, in do Istanbula, kjer so ga bycantske cerkve globoko navdušile. Podobe ki prikazujejo to izkušnjo, izražene z namestitvijo lesa v slikah, so prisotne v delih razstavljenih v galeriji Miguel Marcos. 1990 je se lotil pripravi nove serije delov tako oblikovanih da se jih da ogledati iz obeh straneh, kar on imenuje bifrontes (dvoobrazni).

### Skulpturno slikarstvo in veliki formati
(Pariz-Madrid, 1990–2003)
1990 in 1991 je Lamazares s štipendijo Cité des Arts prišel v Pariz, in 1991 je odprel v Madridu veliki studio, kjer je začel delo na seriji Gracias vagabundas (tavajoče gracije) in Desazón de vagabundos (strah vagabundov). 1993 je srečal Tápiesa ind je izdal dolgi intervju z njim potem ko je temu bil podan Zlati Lev Veneške Biennale. 1996 ga je galicijški center sodeobne umetnosti povabil v Galicijo, kjer je ostal mesece od maja do novembra in slikal serijo Gracias do lugar: Eidos de Rosalía, Eidos de Bama (čar krajov: polja Rosalije, polja Bame). Od junija do novembra 1997 je delal zunaj v Santa Baia de Matalobos na Bés de Santa Baia. 1998 v Madridu je slikal serijo Titania e Brao, poklon Kastiljskemu poletju, in potem Pol en Adelán.
V tem času je tudi pripravil številna grafična dela, medtemi serijo jedkanic za pet besedil v knjigi umetnika Gustava Martína Graza v El Canto de la Cabeza in litografije za Itinerarium Egeriata, delo ki je bilo predlagano za knjigo leta časopisa Le Monde Diplomatique. 2001 je pripravil obsežno rastavo v pristnišču La Coruña, imenovano Un saco de pan duro (Vreča suhega kruha).
Njegovo delo je bilo izbrano za mednarodno promocijo v sklepu programa španskega ministerija za zunanje zadeve imenovanega »Španska umetnost za zunanji svet«, tako kot tudi dela drugih Španskih umetnikov kot na primer Antonio Saura, Martín Chirino, Joan Hernández Pijuan, Millares, Pablo Serrano, Jorge Oteiza in Tàpies. Okoli tega časa je Lamazares potoval v Firence in Assisi da bi preiskoval dela renesanške umetnosti in da bi se seznanil z okoljem svetega Franca, kateremu je posvetil svjo novo serijo, Follente Bemil.

### Od abstraktnosti do pesniškega minimalizma
(Berlin, od 2004)
2004 se je Lamazares preselil v Berlin kjer še zmeraj zivi. Po smrti svojega očeta je začel serijo E fai frío no lume (V ognju je mraz). Bil je predmet velikih razstav v Sloveniji in v muzeju (cerkvi) Kiscelli v Budimpešti na Madžarskem.
Potem se je lotil seriji Domus Omnia, in je sodeloval v pridelavi dveh nadaljnjih umetniških knjig Orozata: Deseo sin trámite s serigrafijo in Un sentimiento ingrávido recorre el ambiente h katere je prispel pet litografij.
2008 je razstavil Horizonte sin dueño (Obzorje brez lastnika) v nacionalni galeriji Jordana (v Amanu) in antologijo svojih grafičnih del v Inštitutu Cervantes v Damasku v Siriji, kjer je pesnik Taher Riyad njemu posevtil zbirko pesem, Cantos de Lamazares. 2009 je razstavil svoje delo v Inštitutu Kraljice Sofije in v Orensi v Španiji v Kulturnem Centru Delegacije. Sodeloval je tudi v potovalni razstavi posevetena pesniku Vicentu Aleixandru, in je sprejel nagrado Laxeiro kot spoštovanje za njegovo življenjsko delo in mednarodnemu slovesu tega. 2010 je razstavil svoje delo v cerkvi univerze v Sabtiagu de Compostela in v Tuiju, kjer je bila dokumentacija Horizonte sin dueño prikazana na mednarodnem festivalu Play-Doc. Film, katerega režiserja sta Nayra in Javier Sanz od Rinoceronte Films, prikazuje potovanje skozi vesolje slikanja, poezije in narave iz vidika Antóna Lamazaresa.